# La Concordia, Tapachula
La Concordia är en ort i Mexiko.   Den ligger i kommunen Tapachula och delstaten Chiapas, i den sydöstra delen av landet, 900 km sydost om huvudstaden Mexico City. La Concordia ligger 415 meter över havet och antalet invånare är 269.
Terrängen runt La Concordia är kuperad. Runt La Concordia är det tätbefolkat, med 397 invånare per kvadratkilometer. Närmaste större samhälle är Tapachula, 13,0 km söder om La Concordia. I omgivningarna runt La Concordia växer huvudsakligen savannskog.